# Hollywood and Highland

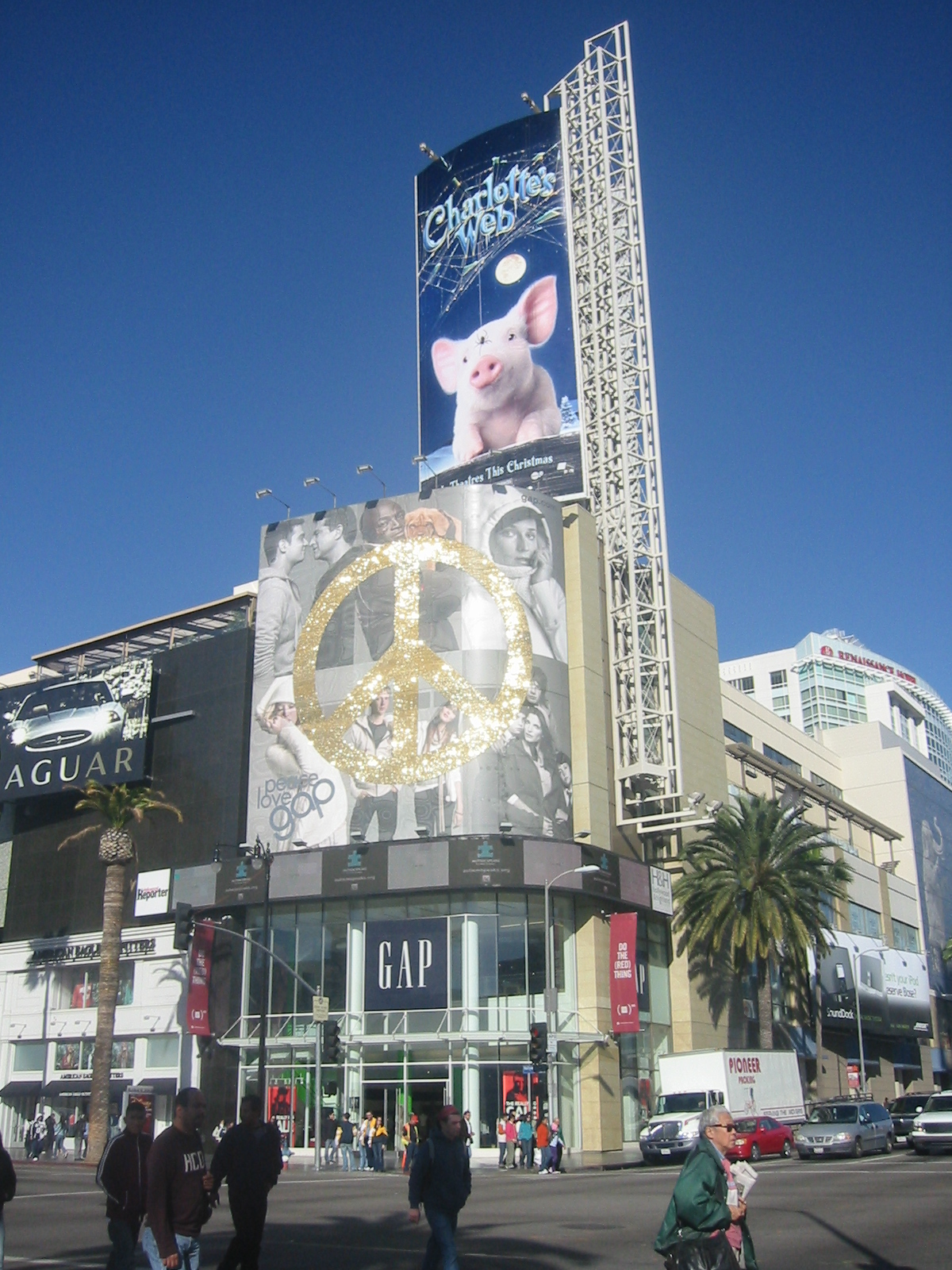
La esquina del Bulevar Hollywood y la Avenida Highland.

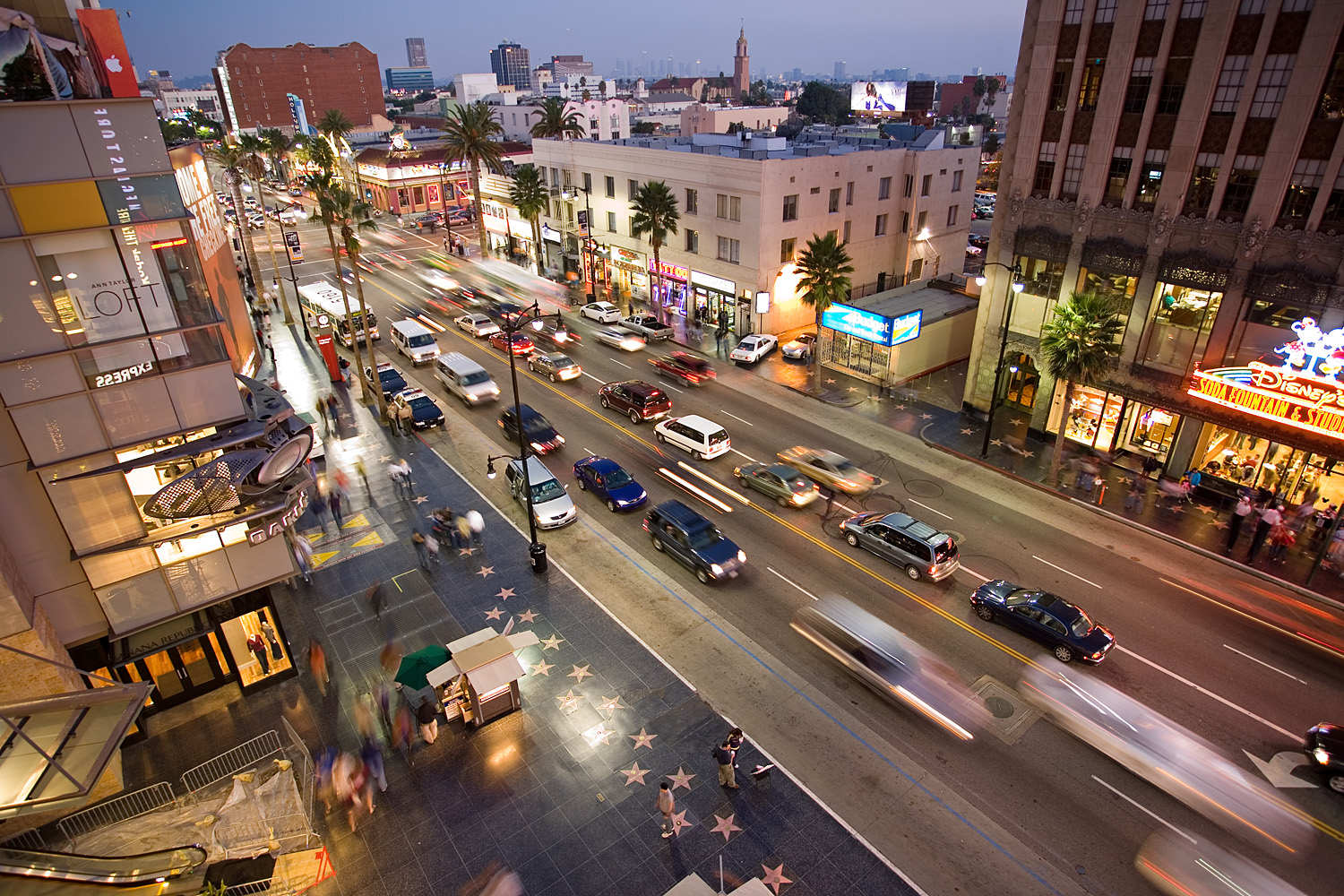
El Bulevar Hollywood, visto del techo del Teatro Dolby.

Ovacíon, Ocio Ovacíon (También llamado: Hollywood & Highland) es una zona de entretenimiento, tiendas y un complejo hotelero situado en la esquina del Bulevar Hollywood y la Avenida Highland, en el Distrito de Hollywood en Los Ángeles, California, EE. UU. El complejo de 387.000 pies cuadrados incluye el famoso Teatro Grauman's Chinese Theatre y Teatro Dolby, escenario de la entrega de los Premios Óscar de la Academia.
En pleno corazón de Hollywood, es una de los lugares más visitados por turistas en Los Ángeles.
El centro comercial está situado al otro lado del El Capitán Theater en inglés y el Hollywood Roosevelt Hotel y ofrece vistas de los cerros de Hollywood (Hollywood Hills) y el letrero Hollywood Sign al norte, las montañas de Santa Mónica al oeste y el Centro de Los Ángeles al este. La plaza central es un homenaje a la película del director D.W. Griffith llamada Intolerancia.
El área del almacén tiene 75 tiendas y restaurantes, teatro de cine, una discoteca The Highlands, y una sala de boliche llamado Lucky Strikes Lanes. La zona que está hacia el bulevar tiene comercios como GAP, American Eagle, Banana Republic, Swatch, Express y una megatienda Virgin de música.
El Ocio también tiene un salón con una superficie de 65.000 pies cuadrados para la cena de los premios Óscars llamado Governors Ball.
El chef Wolfgang Puck trabaja en este sitio. El Ocio tiene un estudio de televisión para grabar shows si es necesario.
El Renaissance Hollywood Hotel es parte del complejo, con 637 habitaciones.
El Metro de Los Ángeles (Los Ángeles County Metropolitan Transportation Authority en inglés) tiene una parada en las inmediaciones.